# Михайловка (Шемонаихинский район)
Миха́йловка (каз. Михайловка) — село в Шемонаихинском районе Восточно-Казахстанской области Казахстана, входит в состав Каменевского сельского округа. Код КАТО — 636845400.

## География
Село расположено в западной части Шемонаихинского района, на левом берегу реки Таловка, в 3 километрах к востоку от административного центра сельского округа села Рассыпное, в 13 километрах к югу от районного центра города Шемонаиха. Ближайшая железнодорожная станция Рулиха — расположена к западу от села (по дороге — 1,87 км). Соседние населённые пункты: Рулиха к востоку, Рулиха к западу. Транспортное сообщение осуществляется автомобильной дорогой KF SH-19 «Рассыпное — станция Рулиха — село Рулиха» (6,4 км). Высота центра населённого пункта — 343 метров над уровнем моря. 

## Население
| Численность населения | Численность населения | Численность населения |
| 1989                  | 1999                  | 2009                  |
| --------------------- | --------------------- | --------------------- |
| 107                   | ↗126                  | ↘99                   |

Процентное соотношение численно-преобладающих национальностей согласно переписи 1989 года:
| Национальность | Процентное соотношение |
| -------------- | ---------------------- |
| Русские        | 74 %                   |
| Другие         | 26 %                   |